# Saint-Angel, Corrèze
Saint-Angel är en kommun i departementet Corrèze i regionen Nouvelle-Aquitaine i de centrala delarna av Frankrike. Kommunen ligger  i kantonen Ussel-Ouest som tillhör arrondissementet Ussel. År 2022 hade Saint-Angel 705 invånare.

## Befolkningsutveckling
Antalet invånare i kommunen Saint-Angel
Referens:INSEE